# 大成殿

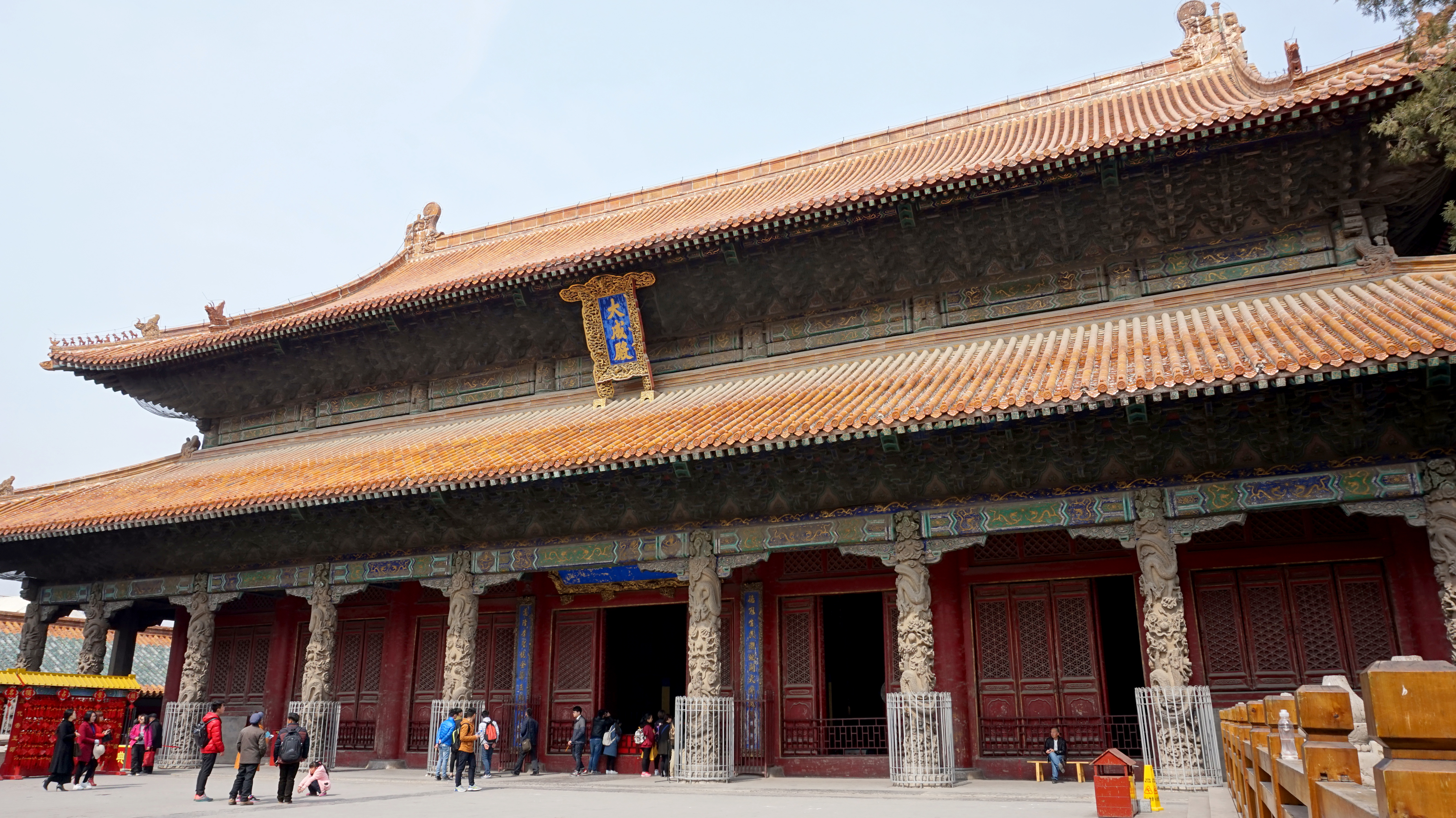
曲阜孔庙大成殿

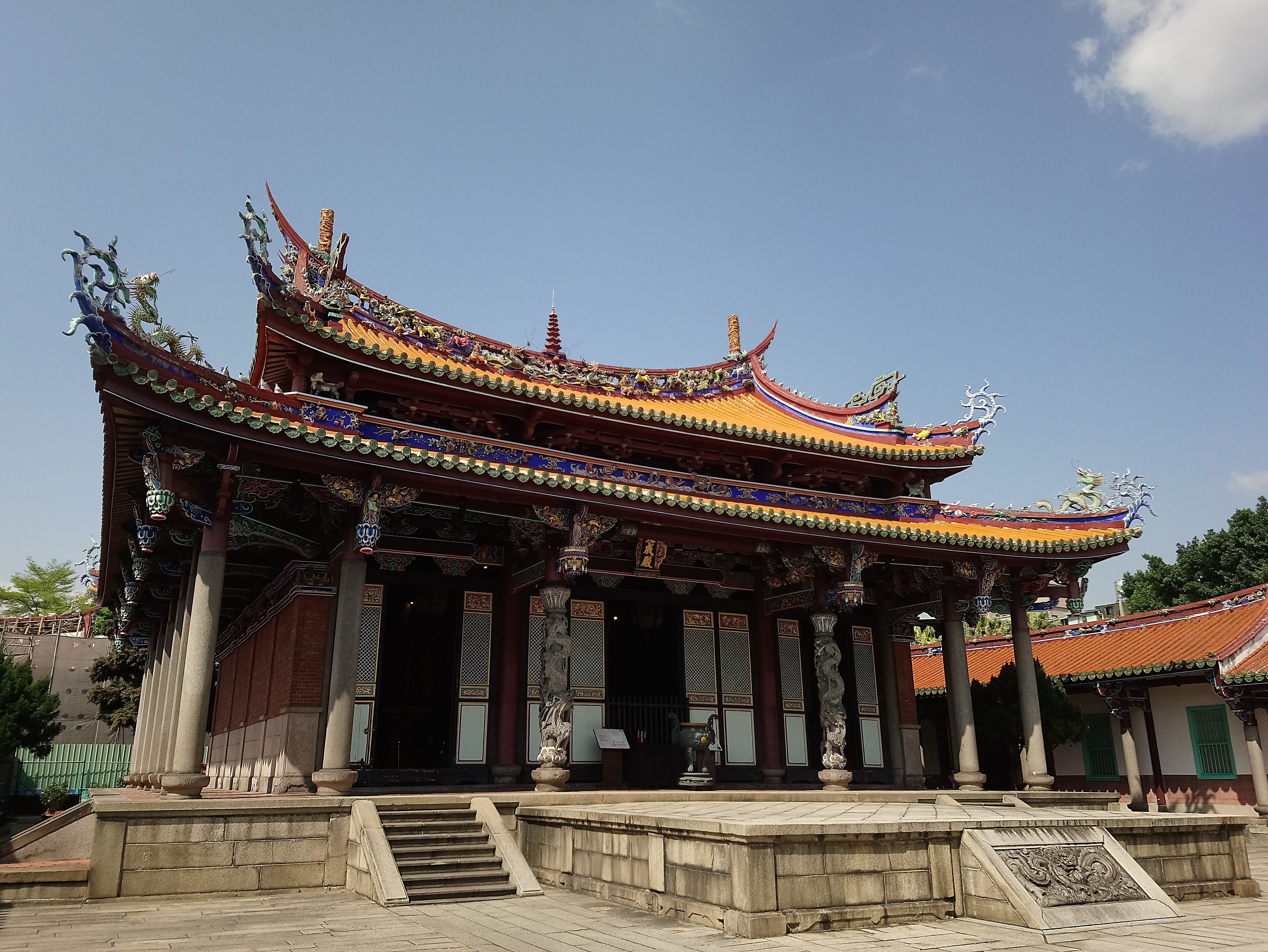
臺北孔子廟大成殿

大成殿为东亚传统建筑孔庙中的正殿，亦为孔庙中的核心建筑单体，唐代时称为文宣王殿，宋崇寧三年（1104）宋徽宗以《孟子.萬章下》“孔子之谓集大成”之義，下詔將曲阜孔庙正殿更名为大成殿，宋政和四年（1114）又頒詔諭定天下孔庙正殿均更名大成殿，元代称宣圣殿，明代称先师庙，清代复称大成殿，意为“集古圣先贤之大成”。
各地大成殿通常在殿前设有祭祀和乐舞的露台，殿内正中奉祀孔子塑像、画像或“大成至圣先师孔子”牌位（或其一，或像与牌位二者皆有），前面为盛放祭器的案台，左右从祀四配和十二哲（塑像或牌位），顶部则悬有清代皇帝所御笔题写的匾额，自康熙帝始共九位皇帝曾题写匾额并颁行全国，分别为康熙帝题“万世师表”、雍正帝题“生民未有”、乾隆帝题“与天地参”、嘉庆帝题“圣集大成”、道光帝题“圣协时中”、咸丰帝题“德齐帱载”、同治帝题“圣神天纵”、光绪帝题“斯文在兹”和宣统帝题“中和位育”，民国六年（1917年）部分孔庙尊北洋政府教育总长范源濂指示将御匾取下另存，改悬大总统黎元洪所书“道洽大同”。
现存大成殿多为明清建筑，其建筑风格常带有地方特色，保存最早者为正定县文庙大成殿（五代至宋初）和平遥文庙大成殿（金代），等级最高者为哈尔滨文庙大成殿（民国初年所建，十一间重檐庑殿）、北京孔庙大成殿（九间重檐庑殿）、曲阜孔庙大成殿（九间重檐歇山）、济南文庙大成殿（九间单檐庑殿）、苏州文庙大成殿（七间重檐庑殿）和泉州文庙大成殿（七间重檐庑殿）等。